# Pomona (Missouri)
Pomona – jednostka osadnicza w Stanach Zjednoczonych, w stanie Missouri, w hrabstwie Howell.